# Norman Walsh
Norman Walsh OLM BCR ESM (1932 ou 1933 - 3 de agosto de 2010) foi um oficial da Força Aérea da Rodésia e o primeiro comandante da Força Aérea do Zimbábue.

## Juventude
Norman Walsh nasceu em 1932 ou 33 e frequentou o Queen's College na África do Sul, onde completou a sua educação em 1949. Walsh então se mudou para a vizinha colónia britânica da Rodésia do Sul e se juntou à Força Aérea do Sul da Rodésia como oficial-cadete.

## Carreira na Força Aérea da Rodésia
Walsh pilotou uma Hawker Hunters durante os seus primeiros anos na Força Aérea. Como um oficial de nível médio, comandou o Esquadrão N.º 1 antes de mudar mais tarde de aeronaves a jacto para helicópteros. Ele assumiu o comando do Esquadrão N.º 7 em 1968, voando o helicóptero Alouette III. Enquanto comandava o Esquadrão N.º 7, Walsh combateu durante as incursões guerrilheiras da Zâmbia na Rodésia. Ele e o seu esquadrão estavam envolvidos na realização de evacuações por helicópteros da infantaria ferida da Rodésia, tendo também transportado infantaria para atacar os guerrilheiros e fornecer fogo direto de metralhadora para apoiar as tropas terrestres. Durante essas acções, o helicóptero de Walsh sofreu ataques por parte da guerrilha, mas conseguiu continuar a voar. Walsh também foi encarregado de controlar o espaço aéreo, dirigindo os ataques aéreos dos aviões Percival da Rodésia. Walsh foi premiado com a Cruz de Bronze em reconhecimento pelo seu serviço.
Walsh terminou a década de 1960 como Oficial Comandante de Asa na Estação da Força Aérea de Nova Sarum.
Na década de 1970, Walsh ocupou cargos de alto escalão na Força Aérea da Rodésia. Foi o comandante da estação em Nova Sarum de 1975 a 1976. Ele foi Diretor de Operações na sede da Força Aérea de agosto de 1976 a 1977, período no qual Walsh era o oficial sénior da Força Aérea diretamente envolvido na execução da Operação Dingo. No final do seu serviço, foi nomeado Oficial da Legião do Mérito pelo seu serviço como Diretor de Operações e outras excursões de comando e em equipa.
De 1978 a 1980, Walsh foi Diretor Geral de Operações e durante esse tempo a Força Aérea da Rodésia foi rebatizada de Força Aérea do Zimbábue-Rodésia. Walsh foi nomeado Chefe de Gabinete em 1980, assumindo este cargo do Marechal do ar Frank Mussell.

## Comandante da Força Aérea do Zimbabué
Em 1981, depois de Robert Mugabe ter-se tornado primeiro-ministro, a Força Aérea do Zimbábue-Rodésia foi rebatizada para Força Aérea do Zimbábue e Mugabe ofereceu o comando da Força Aérea a Walsh, oferta que ele aceitou. As prioridades de Walsh eram o recrutamento de novos funcionários dos ex-guerrilheiros e a substituição de aeronaves desatualizadas por tipos atualizados. A chave para essa segunda prioridade era a aquisição de oito aviões a jato britânicos BAE Hawk para operar no papel de caça de ataque, que substituiriam os antiquados Hawker Hunter do Esquadrão N.º 1. No verão de 1982, Walsh liderou pessoalmente a equipa da British Aerospace que voou a nova aeronave da Grã-Bretanha para o Zimbábue.
Em 25 de julho, apenas dez dias depois da chegada dos Hawker ao Zimbábue, quatro dos oito hawks ordenados foram danificados em um ataque de sabotagem na Base Aérea de Thornhill. Sabotadores cortaram o fio do perímetro e colocaram bombas de atraso nos motores da aeronave. Oito aeronaves Hawker e uma aeronave Cessna também foram atacadas. Embora fosse geralmente aceite que os sabotadores eram forças especiais sul-africanas, Mugabe ordenou aos seus agentes da Organização Central de Inteligência que prendessem os oficiais da força aérea que estiveram envolvidos na aquisição dos Hawks. Além de Walsh, os detidos incluíam o seu vice e amigo próximo, o vice-marechal-do-ar Hugh Slatter. Depois de torturas e espancamentos, foram feitas confissões forçadas do pessoal de Walsh e, após quase um ano de pressão internacional, os homens foram levados a julgamento no Supremo Tribunal de Harare. Após uma longa audiência, todos foram absolvidos, mas foram detidos por agentes da Organização Central de Inteligência quando deixaram o prédio da corte. Não foi até à pressão internacional ter sido aplicada por várias semanas, que os oficiais foram libertados. Com os seus homens livres, Walsh renunciou ao seu comando assim que pôde, deixando oficialmente o serviço em 22 de maio de 1983. Em julho de 1983, Walsh foi substituído pelo marechal-do-ar Azim Daudpota, que comandou a força aérea em serviço de empréstimo do Paquistão. Mugabe não confiava mais em oficiais brancos e procurava substituí-los.

## Depois da Força Aérea
Tendo conseguido renunciar à sua posição, Walsh deixou o Zimbábue, emigrando com sua família para a Austrália pouco depois. Walsh morreu na sua casa em Queensland, no dia 3 de agosto de 2010, aos 77 anos.